# Liga de Fútbol de Primera División 2016/17
Die Saison 2016/17 beinhaltete die 107. und 108. Auflage der Liga de Fútbol de Primera División, der höchsten costa-ricanischen Fußballliga. In dieser Saison wurden, wie in den letzten Jahren üblich, zwei Meisterschaften - Campeonato Banco Popular Invierno 2016 und Campeonato Banco Popular Verano 2017 - ausgespielt. Nach mehreren Jahren wurde erstmals wieder der Modus der Meisterschaft geändert. Aus den Ergebnissen beider Meisterschaften wird eine Gesamttabelle erstellt, um den Absteiger in die Liga de Ascenso-Segunda División zu ermitteln. Rekordmeister Saprissa und Heredia konnten ihren jeweils 33. und 26. Meistertitel gewinnen und sich somit für die CONCACAF Champions League 2018 qualifizieren. Alajuela und Guápiles qualifizierten sich als nächstbestplatzierte Teams für die erste Spielzeit der neu geschaffenen CONCACAF League.

## Austragungsmodus
Die Saison 2016/17 war in die zwei Spielzeiten Campeonato Banco Popular Invierno 2016 und Campeonato Banco Popular Verano 2017 aufgeteilt. Die beiden Meisterschaften werden im folgenden Modus ausgespielt:
- Zunächst spielten die zwölf teilnehmenden Mannschaften in einer Einfachrunde (Hin- und Rückspiel) im Modus "Jeder gegen Jeden" die besten vier Mannschaften aus.
- Anschließend folgte eine Meisterschaftsendrunde der besten vier Klubs, ebenfalls im Modus "Jeder gegen Jeden".
- Im Finale trafen der Bestplatzierte der Hauptrunde und der Sieger der Meisterschaftsendrunde aufeinander, um den Meister auszuspielen.

Aus den Hauptrunden der beiden Meisterschaften (Invierno und Verano) wurde eine Gesamttabelle erstellt, um den Absteiger und die Teilnehmer an den internationalen Wettbewerben zu ermitteln.

## Besondere zusätzliche Regel
- In jedem Kader (aus maximal 30 Spielern bestehend) durften sich höchstens vier Ausländer befinden.
- Alle Mannschaften mussten mindestens 810 Minuten U-21-Spieler zum Einsatz kommen lassen. Vereine, die diese Regel nicht einhielten, mussten eine Strafe von einer Million Colones bezahlen, allen anderen wurde diese Summe als Prämie ausgezahlt, dem Klub mit den meisten summierten Minuten sogar 3 Millionen Colones.

## Teilnehmer
Bis auf Absteiger CS Uruguay de Coronado werden alle weiteren elf Vereine der vorherigen Saison weiterhin teilnehmen. Neu dabei ist AD San Carlos als Aufsteiger aus der Liga de Ascenso-Segunda División. Von den sieben costa-ricanischen Provinzen hat lediglich Puntarenas keinen Vertreter in der FPD; San José und Alajuela sind mit jeweils drei Vereinen am stärksten vertreten. Die Stadt Alajuela beheimatet zwei Vereine (AD Carmelita und LD Alajuelense), welche ihre Heimspiele im selben Stadion bestreiten.
| Startplatz             | Verein                       | Herkunft (Kanton, Provinz) | Gründung | Erste Teilnahme | Erstklassig seit | Stadion (Kapazität)                    | M/P-Titel | TV-Rechte | Ausrüster |
| ---------------------- | ---------------------------- | -------------------------- | -------- | --------------- | ---------------- | -------------------------------------- | --------- | --------- | --------- |
| 01. Liga FPD 2015/16   | CS Herediano                 | Heredia, Heredia           | 1921     | 1921            | 1921             | Eladio Rosabal Cordero (8.700)         | 25/10     | Repretel  | Umbro     |
| 02. Liga FPD 2015/16   | LD Alajuelense               | Alajuela, Alajuela         | 1919     | 1921            | 1921             | Estadio Alejandro Morera Soto (18.000) | 29/9      | Repretel  | Puma      |
| 03. Liga FPD 2015/16   | CD Saprissa                  | Tibás, San José            | 1935     | 1949            | 1949             | Estadio Ricardo Saprissa Aymá (23.112) | 32/6      | Teletica  | Kappa     |
| 04. Liga FPD 2015/16   | CS Cartaginés                | Cartago, Cartago           | 1906     | 1921            | 1984             | José Rafael "Fello" Meza (13.500)      | 3/5       | Teletica  | Lotto     |
| 05. Liga FPD 2015/16   | Belén FC                     | Belén, Heredia             | 1979     | 1994/95         | Invierno 2011    | Eladio Rosabal Cordero (8.700)         | 0/1       | Repretel  | Monarca   |
| 06. Liga FPD 2015/16   | CF Universidad de Costa Rica | Montes de Oca, San José    | 1941     | 1941            | Invierno 2013    | Ecológico (2.000)                      | 1/1       | Repretel  | Monarca   |
| 07. Liga FPD 2015/16   | Limón FC                     | Puerto Limón, Limón        | 1961     | 1964            | Invierno 2010    | Juan Goban (3.500)                     | 0/0       | Repretel  | Sportek   |
| 08. Liga FPD 2015/16   | AD Santos de Guápiles        | Pococí, Limón              | 1961     | 1999/00         | Invierno 2009    | Ebal Rodrígez Aguilar(4.500)           | 0/0       | Teletica  | Living    |
| 09. Liga FPD 2015/16   | AD Municipal Liberia         | Liberia, Guanacaste        | 1977     | 2001            | Invierno 2015    | Edgardo Baltodano Briceño (6.500)      | 1/0       | Teletica  | Sportek   |
| 10. Liga FPD 2015/16   | AD Municipal Pérez Zeledón   | Pérez Zeledón, San José    | 1991     | 1991/92         | 1991/92          | Municipal Otto Ureña (5.500)           | 0/0       | Teletica  | Canastico |
| 11. Liga FPD 2015/16   | AD Carmelita                 | Alajuela, Alajuela         | 1948     | 1958            | Invierno 2012    | Estadio Alejandro Morera Soto (18.000) | 1/0       | ExtraTV   | Sportek   |
| Meister LIASCE 2015/16 | AD San Carlos                | San Carlos, Alajuela       | 1965     | 1965            | Invierno 2016    | Carlos Ugalde Álvarez (6.000)          | 0/0       | Teletica  |           |

## Ergebnisse

### Campeonato Banco Popular Invierno 2016
Dedicado: Rodolfo Ferguson Heye
| Hauptrunde Stand: Endstand   | AD Carmelita | AD Municipal Liberia | AD Municipal Pérez Zeledón | AD San Carlos | AD Santos de Guápiles | Belén-Bridgestone FC | CD Saprissa | CF Universidad de Costa Rica | CS Cartaginés | CS Herediano | LD Alajuelense |     |
| ---------------------------- | ------------ | -------------------- | -------------------------- | ------------- | --------------------- | -------------------- | ----------- | ---------------------------- | ------------- | ------------ | -------------- | --- |
| AD Carmelita                 |              | 1:0                  | 1:0                        | 0:0           | 0:2                   | 2:0                  | 4:3         | 1:4                          | 0:1           | 0:0          | 3:1            | 3:1 |
| AD Municipal Liberia         | 1:0          |                      | 0:0                        | 3:0           | 2:0                   | 2:2                  | 1:4         | 1:2                          | 2:3           | 2:0          | 0:1            | 2:2 |
| AD Municipal Pérez Zeledón   | 2:0          | 2:0                  |                            | 3:0           | 1:2                   | 3:1                  | 1:2         | 1:0                          | 2:0           | 2:2          | 1:1            | 0:0 |
| AD San Carlos                | 1:0          | 2:2                  | 2:1                        |               | 1:1                   | 0:1                  | 2:0         | 0:3                          | 0:1           | 0:3          | 1:2            | 2:0 |
| AD Santos de Guápiles        | 3:0          | 2:1                  | 1:1                        | 0:0           |                       | 1:0                  | 0:1         | 3:1                          | 3:0           | 2:2          | 0:0            | 1:2 |
| Belén FC                     | 2:2          | 1:1                  | 2:1                        | 1:0           | 0:4                   |                      | 2:2         | 3:2                          | 3:3           | 0:1          | 0:3            | 0:1 |
| CD Saprissa                  | 4:0          | 3:1                  | 4:0                        | 3:3           | 2:0                   | 2:1                  |             | 4:0                          | 0:0           | 1:0          | 2:0            | 6:1 |
| CF Universidad de Costa Rica | 2:2          | 1:1                  | 1:1                        | 2:0           | 0:1                   | 2:1                  | 0:3         |                              | 2:2           | 2:2          | 2:3            | 1:2 |
| CS Cartaginés                | 1:1          | 3:3                  | 2:1                        | 3:0           | 2:3                   | 1:4                  | 0:0         | 2:0                          |               | 2:2          | 1:1            | 4:0 |
| CS Herediano                 | 3:0          | 2:1                  | 2:1                        | 2:1           | 7:0                   | 3:2                  | 2:1         | 1:1                          | 3:3           |              | 2:1            | 2:0 |
| LD Alajuelense               | 0:1          | 1:0                  | 2:1                        | 2:1           | 2:0                   | 0:1                  | 1:2         | 3:2                          | 0:1           | 0:1          |                | 2:0 |
| Limón FC                     | 0:3          | 2:1                  | 2:1                        | 1:0           | 2:1                   | 2:1                  | 0:3         | 1:1                          | 1:0           | 2:2          | 0:3            |     |

| Pl.             | Verein                       | Sp. | S  | U | N  | Tore    | Diff. | Punkte |
| --------------- | ---------------------------- | --- | -- | - | -- | ------- | ----- | ------ |
| 1.              | CD Saprissa                  | 22  | 15 | 4 | 3  | 052:190 | +33   | 49     |
| 2.              | CS Herediano (M)             | 22  | 12 | 8 | 2  | 044:240 | +20   | 44     |
| 3.              | LD Alajuelense               | 22  | 12 | 3 | 7  | 031:200 | +11   | 39     |
| 4.              | AD Santos de Guápiles        | 22  | 10 | 5 | 7  | 030:270 | +3    | 35     |
| 5.              | CS Cartaginés                | 22  | 8  | 9 | 5  | 035:310 | +4    | 33     |
| 6.              | Limón FC                     | 22  | 9  | 4 | 9  | 022:390 | −17   | 31     |
| 7.              | AD Carmelita                 | 22  | 7  | 5 | 10 | 022:330 | −11   | 26     |
| 8.              | AD Municipal Pérez Zeledón   | 22  | 6  | 6 | 10 | 026:270 | −1    | 24     |
| 9.              | Belén FC                     | 22  | 6  | 5 | 11 | 028:380 | −10   | 23     |
| 10.             | CF Universidad de Costa Rica | 22  | 5  | 7 | 10 | 031:380 | −7    | 22     |
| 11.             | AD Municipal Liberia         | 22  | 4  | 7 | 11 | 027:340 | −7    | 19     |
| 12.             | AD San Carlos (N)            | 22  | 4  | 5 | 13 | 016:340 | −18   | 17     |
| Stand: Endstand |                              |     |    |   |    |         |       |        |

| Endrunde Stand: Endstand | CD Saprissa | CS Herediano | LD Alajuelense | AD Santos de Guápiles |
| ------------------------ | ----------- | ------------ | -------------- | --------------------- |
| CD Saprissa              |             | 2:0          | 2:1            | 2:0                   |
| CS Herediano             | 2:1         |              | 5:1            | 5:0                   |
| LD Alajuelense           | 1:1         | 0:0          |                | 2:1                   |
| AD Santos de Guápiles    | 3:0         | 0:0          | 3:2            |                       |

| Pl.             | Verein                | Sp. | S | U | N | Tore    | Diff. | Punkte |
| --------------- | --------------------- | --- | - | - | - | ------- | ----- | ------ |
| 1.              | CD Saprissa           | 6   | 4 | 1 | 1 | 011:400 | +7    | 13     |
| 2.              | CS Herediano (M)      | 6   | 3 | 2 | 1 | 012:400 | +8    | 11     |
| 3.              | LD Alajuelense        | 6   | 1 | 3 | 2 | 007:120 | −5    | 06     |
| 4.              | AD Santos de Guápiles | 6   | 1 | 1 | 4 | 004:140 | −10   | 04     |
| Stand: Endstand |                       |     |   |   |   |         |       |        |

| Sieger Endrunde | Gesamt | Sieger Hauptrunde | Hinspiel | Rückspiel |
| --------------- | ------ | ----------------- | -------- | --------- |
| CD Saprissa     |        | CD Saprissa       |          |           |

| Platz           | Verein                       |
| --------------- | ---------------------------- |
| 01.             | CD Saprissa                  |
| 02.             | CS Herediano (M)             |
| 03.             | LD Alajuelense               |
| 04.             | AD Santos de Guápiles        |
| 05.             | CS Cartaginés                |
| 06.             | Limón FC                     |
| 07.             | AD Carmelita                 |
| 08.             | AD Municipal Pérez Zeledón   |
| 09.             | Belén FC                     |
| 10.             | CF Universidad de Costa Rica |
| 11.             | AD Municipal Liberia         |
| 12.             | AD San Carlos (N)            |
| Stand: Endstand |                              |

### Campeonato Banco Popular Verano 2017
Dedicado: Orlando De León
| Hauptrunde Stand: Endstand   | AD Carmelita | AD Municipal Liberia | AD Municipal Pérez Zeledón | AD San Carlos | AD Santos de Guápiles | Belén-Bridgestone FC | CD Saprissa | CF Universidad de Costa Rica | CS Cartaginés | CS Herediano | LD Alajuelense |     |
| ---------------------------- | ------------ | -------------------- | -------------------------- | ------------- | --------------------- | -------------------- | ----------- | ---------------------------- | ------------- | ------------ | -------------- | --- |
| AD Carmelita                 |              | 2:2                  | 0:1                        | 2:3           | 1:2                   | 0:0                  | 0:1         | 1:2                          | 2:2           | 1:2          | 0:2            | 2:1 |
| AD Municipal Liberia         | 0:0          |                      | 0:2                        | 1:0           | 2:0                   | 1:0                  | 0:0         | 0:0                          | 1:0           | 2:2          | 1:0            | 1:2 |
| AD Municipal Pérez Zeledón   | 2:1          | 1:1                  |                            | 4:1           | 1:2                   | 2:1                  | 0:0         | 3:1                          | 1:1           | 3:1          | 1:0            | 4:0 |
| AD San Carlos                | 0:2          | 1:0                  | 2:0                        |               | 1:0                   | 1:1                  | 1:0         | 3:1                          | 0:1           | 1:2          | 0:1            | 0:0 |
| AD Santos de Guápiles        | 0:1          | 3:1                  | 3:1                        | 2:1           |                       | 2:2                  | 1:2         | 3:0                          | 1:0           | 1:1          | 2:2            | 2:0 |
| Belén FC                     | 1:3          | 1:1                  | 0:1                        | 1:2           | 3:2                   |                      | 2:3         | 2:3                          | 1:1           | 1:1          | 1:2            | 3:1 |
| CD Saprissa                  | 1:0          | 4:1                  | 2:1                        | 2:1           | 1:1                   | 0:1                  |             | 1:0                          | 2:0           | 2:0          | 2:1            | 2:1 |
| CF Universidad de Costa Rica | 0:0          | 1:1                  | 2:2                        | 2:1           | 0:0                   | 1:1                  | 0:2         |                              | 3:0           | 1:0          | 1:1            | 1:3 |
| CS Cartaginés                | 2:1          | 1:1                  | 3:1                        | 4:3           | 1:1                   | 1:0                  | 3:0         | 1:1                          |               | 0:3          | 1:0            | 3:1 |
| CS Herediano                 | 2:1          | 7:1                  | 2:0                        | 3:2           | 1:1                   | 2:1                  | 2:2         | 3:1                          | 1:2           |              | 0:0            | 0:1 |
| LD Alajuelense               | 1:0          | 1:1                  | 2:0                        | 1:1           | 1:2                   | 0:1                  | 3:1         | 3:1                          | 2:1           | 0:2          |                | 2:2 |
| Limón FC                     | 2:1          | 4:1                  | 5:1                        | 4:1           | 4:1                   | 7:0                  | 0:0         | 1:0                          | 2:0           | 0:4          | 2:2            |     |

| Pl.             | Verein                       | Sp. | S  | U | N  | Tore    | Diff. | Punkte |
| --------------- | ---------------------------- | --- | -- | - | -- | ------- | ----- | ------ |
| 1.              | CD Saprissa (M)              | 22  | 13 | 5 | 4  | 030:190 | +11   | 44     |
| 2.              | CS Herediano                 | 22  | 11 | 6 | 5  | 041:240 | +17   | 39     |
| 3.              | Limón FC                     | 22  | 11 | 4 | 7  | 043:310 | +12   | 37     |
| 4.              | AD Santos de Guápiles        | 22  | 9  | 7 | 6  | 032:260 | +6    | 34     |
| 5.              | AD Municipal Pérez Zeledón   | 22  | 10 | 4 | 8  | 032:300 | +2    | 34     |
| 6.              | CS Cartaginés                | 22  | 9  | 6 | 7  | 028:280 | ±0    | 33     |
| 7.              | LD Alajuelense               | 22  | 8  | 7 | 7  | 027:230 | +4    | 31     |
| 8.              | AD Municipal Liberia         | 22  | 6  | 9 | 7  | 020:320 | −12   | 27     |
| 9.              | AD San Carlos (N)            | 22  | 7  | 3 | 12 | 026:340 | −8    | 24     |
| 10.             | CF Universidad de Costa Rica | 22  | 5  | 7 | 10 | 022:330 | −11   | 22     |
| 11.             | Belén FC                     | 22  | 4  | 7 | 11 | 024:370 | −13   | 19     |
| 11.             | AD Carmelita                 | 22  | 4  | 5 | 13 | 021:290 | −8    | 17     |
| Stand: Endstand |                              |     |    |   |    |         |       |        |

| Endrunde Stand: Endstand | CD Saprissa | CS Herediano |     | AD Santos de Guápiles |
| ------------------------ | ----------- | ------------ | --- | --------------------- |
| CD Saprissa              |             | 2:2          | 4:1 | 1:2                   |
| CS Herediano             | 0:1         |              | 5:0 | 0:0                   |
| Limón FC                 | 5:1         | 1:2          |     | 1:0                   |
| AD Santos de Guápiles    | 2:2         | 1:2          | 3:0 |                       |

| Pl.             | Verein                | Sp. | S | U | N | Tore    | Diff. | Punkte |
| --------------- | --------------------- | --- | - | - | - | ------- | ----- | ------ |
| 1.              | CS Herediano          | 6   | 3 | 2 | 1 | 011:500 | +6    | 11     |
| 2.              | AD Santos de Guápiles | 6   | 2 | 2 | 2 | 008:600 | +2    | 08     |
| 3.              | CD Saprissa           | 6   | 2 | 2 | 2 | 011:120 | −1    | 08     |
| 4.              | Limón FC              | 6   | 2 | 0 | 4 | 008:150 | −7    | 06     |
| Stand: Endstand |                       |     |   |   |   |         |       |        |

| Sieger Endrunde | Gesamt | Sieger Hauptrunde | Hinspiel | Rückspiel |
| --------------- | ------ | ----------------- | -------- | --------- |
| CS Herediano    | 5:0    | CD Saprissa       | 3:0      | 2:0       |

| Platz           | Verein                       |
| --------------- | ---------------------------- |
| 01.             | CS Herediano                 |
| 02.             | CD Saprissa (M)              |
| 03.             | Limón FC                     |
| 04.             | AD Santos de Guápiles        |
| 05.             | AD Municipal Pérez Zeledón   |
| 06.             | CS Cartaginés                |
| 07.             | LD Alajuelense               |
| 08.             | AD Municipal Liberia         |
| 09.             | AD San Carlos (N)            |
| 10.             | CF Universidad de Costa Rica |
| 11.             | Belén FC                     |
| 12.             | AD Carmelita                 |
| Stand: Endstand |                              |

### 2016–17
Gesamttabelle (Champions League und Abstieg)
| Pl.             | Verein                       | Sp. | S  | U  | N  | Tore    | Diff. | Punkte |
| --------------- | ---------------------------- | --- | -- | -- | -- | ------- | ----- | ------ |
| 1.              | CD Saprissa                  | 44  | 28 | 9  | 7  | 082:380 | +44   | 93     |
| 2.              | CS Herediano                 | 44  | 23 | 14 | 7  | 085:480 | +37   | 83     |
| 3.              | LD Alajuelense               | 44  | 20 | 10 | 14 | 058:430 | +15   | 70     |
| 4.              | AD Santos de Guápiles        | 44  | 19 | 12 | 13 | 062:530 | +9    | 69     |
| 5.              | Limón FC                     | 44  | 20 | 8  | 16 | 065:700 | −5    | 68     |
| 6.              | CS Cartaginés                | 44  | 17 | 15 | 12 | 063:590 | +4    | 66     |
| 7.              | AD Municipal Pérez Zeledón   | 44  | 16 | 10 | 18 | 058:570 | +1    | 58     |
| 8.              | AD Municipal Liberia         | 44  | 10 | 16 | 18 | 047:660 | −19   | 46     |
| 9.              | CF Universidad de Costa Rica | 44  | 10 | 14 | 20 | 053:710 | −18   | 44     |
| 10.             | AD Carmelita                 | 44  | 11 | 10 | 23 | 043:620 | −19   | 43     |
| 11.             | Belén FC                     | 44  | 10 | 12 | 22 | 052:750 | −23   | 42     |
| 12.             | AD San Carlos (N)            | 44  | 11 | 8  | 25 | 042:680 | −26   | 41     |
| Stand: Endstand |                              |     |    |    |    |         |       |        |